# Попов, Георгий Михайлович
Гео́ргий Миха́йлович Попо́в (2 (15) сентября 1906, Москва — 14 января 1968, Москва) — советский политический, государственный, партийный деятель и дипломат. Чрезвычайный и полномочный посол (1953).
Член ВКП(б) с 1926 года, член ЦК партии (1941—1952; кандидат в 1939—1941, 1952—1956), член Оргбюро ЦК ВКП(б) (1946—1952), секретарь ЦК ВКП(б) (1946—1949). Депутат Верховного совета РСФСР 2-го созыва. Член Президиума Верховного совета СССР 2-го созыва (1946—1950).

## Биография
Родился в семье служащего. В 1920-х годах на комсомольской работе в Тамбовской губернии и Татарской АССР. С 1928 по 1938 годы работал в Центральном институте труда (Москва). В 1938 году окончил машиностроительный факультет Всесоюзной Промышленной академии. С июля 1938 года инструктор отдела руководящих партийных органов ЦК ВКП(б).
С ноября 1938 по 1945 год второй секретарь Московского горкома ВКП(б).
В июле — октябре 1941 года — член Военного совета Резервного фронта.
С 7 декабря 1944 по январь 1950 года председатель исполнительного комитета Московского городского Совета депутатов трудящихся, одновременно после смерти Александра Щербакова в 1945—1949 годах первый секретарь МК и МГК партии. В 1946—1949 годы секретарь ЦК ВКП(б). Был председателем правительственного комитета по подготовке празднования 800-летия Москвы. Способствовал карьерному продвижению Е. А. Фурцевой в 1948 году.
С 31 декабря 1949 по 14 марта 1951 года — министр городского строительства СССР. С 14 марта 1951 по 31 декабря 1951 года — министр сельскохозяйственного машиностроения СССР. В 1951—1953 годы — директор авиационного завода имени М. В. Фрунзе (Куйбышев).
С 21 июня 1953 по 28 марта 1954 года — чрезвычайный и полномочный посол Советского Союза в ПНР, был отозван из Варшавы и подвергся критике за признанное недопустимым вмешательство в дела ПОРП. Попов, как отмечалось в соответствующем постановлении Президиума ЦК КПСС, допускал «высокомерное отношение к польским товарищам», что «могло нанести серьёзный ущерб советско-польским отношениям».
С 1954 года вновь работал на предприятиях авиационной промышленности. С 1959 года — директор завода (Владимир). С 1965 года на пенсии.
Похоронен на Новодевичьем кладбище в Москве.
Был женат на Татьяне Викторовне Фёдоровой (1915—2001).

## Награды
- 3 ордена Ленина:

1. 13 июля 1940 — за «успешную работу по осуществлению генерального плана реконструкции города Москвы»
2. 6 сентября 1947

- Орден Трудового Красного Знамени
- Медаль «За оборону Москвы»
- Медаль «За победу над Германией в Великой Отечественной войне 1941—1945 гг.» (1945)
- Медаль «В память 800-летия Москвы» (1947)